# Desa Kalirejo (administrativ by i Indonesien, Jawa Timur, lat -8,25, long 114,35)
Desa Kalirejo är en administrativ by i Indonesien.   Den ligger i provinsen Jawa Timur, i den sydvästra delen av landet, 900 km öster om huvudstaden Jakarta.